# Vaka själ, och bed
Vaka själ, och bed är en väckelse- och helgelsepsalm av Johan Olof Wallin. Melodi av Adam Drese 1698. Innehåller talrika bibelallusioner, till exempel "Uriebrev", "Joabs kyssar", "Egyptens resenärer".
Psalmen bearbetades och blev betydligt förkortad av Anders Frostenson 1979.

## Publicerad i
- 1819 års psalmbok som nr 210 med 11 verser under rubriken "Nådens ordning: Den dagliga förnyelsen under bön, vaksamhet och strid mot andliga fiender".
- Metodistkyrkans psalmbok 1896 som nr 320 med 5 verser under rubriken "Den andliga striden".
- Nya Pilgrimssånger 1892, som nr 247 under rubriken "Strid och lidande".
- Svensk söndagsskolsångbok 1908 som nr 169 under rubriken "Jesu efterföljelse".
- Sionstoner 1935 som nr 462 under rubriken "Nådens ordning: Trosliv och helgelse".
- 1937 års psalmbok som nr 345 (oförändrad) under rubriken "Trons vaksamhet och kamp".
- Psalmer för bruk vid krigsmakten 1961 som nr 345 verserna 1, 4, 10 och 11.
- 1986 års psalmbok som nr 566 under rubriken "Vaksamhet - kamp - prövning".
- Lova Herren 1988 som nr 488 under rubriken "Guds barns tröst i kamp och prövning".